# Бескровный, Любомир Григорьевич
Любоми́р Григо́рьевич Бескро́вный (27 сентября [10 октября] 1905, Харьков — 9 июля 1980, Москва) — советский военный историк, специалист в области истории армии и флота Российской империи. Доктор исторических наук, профессор, заслуженный деятель науки РСФСР.

## Биография
В 1930 году окончил Кубанский педагогический институт, затем работал школьным учителем и преподавателем в вузе. В 1941—1943 годах участвовал в боях Великой Отечественной войны.
В 1943 году отозван с фронта и начал преподавать военную историю в Военной академии им. М. В. Фрунзе, впоследствии заведовал здесь же кафедрой военной истории. В 1946 году состоял в звании капитана, в 1948 году получил звание полковника (по другим данным, в 1950 году пребывал в звании подполковника, а к 1954 году — полковника).
В 1950 году защитил диссертацию на соискание ученой степени доктора исторических наук по теме «Строительство русской армии в XVIII веке». В том же году получил учёное звание профессора.
Находился на военной службе до 1955 года, после чего уволился в запас.
В последующие годы работал в структуре АН СССР:
- заведующим отделом;
- заведующим сектором;
- председателем секции дооктябрьского периода Ученого совета Института истории СССР;
- председателем Научного совета по исторической географии и картографии Отделения истории АН СССР;
- председателем комиссии Института истории СССР, разрабатывавшей классификацию исторических памятников и основы создания Свода памятников истории (результаты деятельности комиссии публиковались в выпусках «Методических рекомендаций по подготовке Свода памятников истории и культуры СССР»);
- членом бюро Археографической комиссии АН СССР.

Состоял членом Президиума научно-методического совета по охране памятников культуры Министерства культуры СССР, а также был председателем исторической секции Всероссийского общества охраны памятников истории и культуры.

## Научная и общественная работа
Научные интересы Бескровного лежали в области истории русской армии и флота, военной экономики, комплектования, состава и организации вооружённых сил России в XVIII — начала XX веков, а также в целом военного искусства этого периода. Также он занимался проблемами историографии и источниковедения русской военной истории, исторической географии и картографии, военной археографии.
Особенностью его работ являлось уделение значительного внимания экономике и социально-политическому положению в стране в обозреваемый период времени.
Участвовал в издании многотомных сборников документов о выдающихся русских полководцах и флотоводцах XVIII—XIX веков — в частности, о М. И. Кутузове и П. А. Румянцеве.
В значительной мере способствовал делу охраны памятников истории и культуры, участвовал в публикации документов по этой теме и работал в правительственных комиссиях, подготовлявших законопроекты об охране и использовании таких памятников на территории СССР.
Всего написал свыше 200 научных работ.

## Награды и звания
Бескровный был награждён орденами Трудового Красного Знамени, «Знак Почёта» и различными медалями.
В 1970 году был удостоен почётного звания заслуженного деятеля науки РСФСР.

## Основные работы

### Монографии и учебные пособия
- Отечественная война 1812 года и контрнаступление Кутузова. / [Послесл. Е. В. Тарле]. — М.: Изд-во АН СССР, 1951. — 180 с.
- Очерки по источниковедению истории русского военного искусства. (С древнейших времен до Первой мировой войны). / Под ред. М. Н. Тихомирова. — М.: [Б. и.], 1954. — 306 с.
- Очерки по источниковедению военной истории России. — М.: Изд-во АН СССР, 1957. — 453 с.
- Русская армия и флот в XVIII веке. (Очерки). — М.: Воениздат, 1958. — 645 с.
- Отечественная война 1812 года. — М.: Соцэкгиз, 1962. — 611 с.
- Очерки военной историографии России. — М.: Изд-во АН СССР, 1962. — 318 с.
- Русская армия и флот в XIX веке. Военно-экономический потенциал России. — М.: Воениздат, 1973. — 616 с.
- Русское военное искусство XIX в. — М.: Наука, 1974. — 360 с.
- Армия и флот России в начале XX в. Очерки военно-экономического потенциала. — М.: Наука, 1986. — 238 с.

### Научно-популярные издания и брошюры
- Г. П. Мещеряков, Л. Г. Бескровный. А. В. Суворов. [Доклады, прочитанные авторами 18 мая 1945 г. в день 145-летия со дня смерти величайшего русского полководца]. — [М.]: Воен. изд., 1946. — 88 с.
- Л. Г. Бескровный. Атлас карт и схем по русской военной истории. — [М.]: Воен. изд., 1946. — 7 с. + 88 л. карт.
- Л. Г. Бескровный. Действия русской армии против Наполеона в Восточной Пруссии в 1806—1807 гг. Конспект лекции. — [М.]: Изд-во Воен. акад. им. М. В. Фрунзе, 1946. — 36 с.
- Л. Г. Бескровный. Военное искусство в странах Западной Европы и США в 50—60-х годах XIX века. — М.: [Б. и.], 1951. — 35 с.
- Л. Г. Бескровный. Великий подвиг народов нашей Родины. (К 150-летию Отечественной войны 1812 г.). — М.: «Знание», 1962. — 40 с.
- Л. Г. Бескровный. Отечественная война 1812 года. — М.: «Московский рабочий», 1968. — 78 с.
- Л. Г. Бескровный. Военное образование в России в XIX веке. Доклад на секции сравнительной военной истории XIII Международного конгресса исторических наук. — М.: [Б. и.], 1970. — 14 с.
- Л. Г. Бескровный. Бородинское сражение. — М.: «Московский рабочий», 1971. — 87 с.
- Л. Г. Бескровный, А. Л. Нарочницкий. Русско-турецкая война 1877—1878 гг. и её историческое значение. [Докл. на Междунар. науч. конференции «100-летие освобождения балканских народов от османского ига»]. — М.: [Б. и.], 1978. — 36 с.

### Редакторская работа
- Хрестоматия по русской военной истории. [Под ред. Л. Г. Бескровного]. — М.: Воен. изд., 1947. — 639 с.
- М. И. Кутузов. Документы. Под ред. Л. Г. Бескровного. Т. 1. — М.: Воен. изд., 1950. — ? с.
- Е. А. Прокофьев. Борьба декабристов за передовое русское военное искусство. Отв. ред. Л. Г. Бескровный. — М.: Изд-во АН СССР, 1953. — 315 с.
- Полководец Кутузов. Сб. статей. Под ред. Л. Г. Бескровного. — М.: Госполитиздат, 1955. — 496 с.
- К вопросу о первоначальном накоплении в России (XVII—XVIII вв.). Сб. статей. [Ред. колл.: Л. Г. Бескровный и др.]. — М.: Изд-во АН СССР, 1958. — ? с.
- Полтава. К 250-летию Полтавского сражения. Сб. статей. [Ред. коллегия: Л. Г. Бескровный и др.]. — М.: Изд-во АН СССР, 1959. — 459 с.
- Русская военно-теоретическая мысль XIX и начала XX веков. [Сб. статей]. Под ред. Л. Г. Бескровного. — М.: Воениздат, 1960. — 758 с.
- 1812 год. К стопятидесятилетию Отечественной войны. Сб. статей. [Отв. ред. Л. Г. Бескровный]. — М.: Изд-во АН СССР, 1962. — 320 с.
- Народное ополчение в Отечественной войне 1812 года. Сб. документов. Под ред. Л. Г. Бескровного. — М.: [Б. и.], 1962. — ? с.
- Освободительная война 1813 года против наполеоновского господства. [Сб. статей]. Под ред. Л. Г. Бескровного. — М.: [Б. и.], 1965. — 462 с.
- Международные связи России в XVII—XVIII вв. (Экономика, политика и культура). Сб. статей. [Отв. ред. Л. Г. Бескровный]. — М.: «Наука», 1966. — 506 с.
- Дневник Александра Чичерина. 1812—1813. [Пер. с франц. Отв. ред. Л. Г. Бескровный]. — М.: «Наука», 1966. — 280 с.
- Страницы боевого прошлого. Очерки военной истории России. [Отв. ред. Л. Г. Бескровный]. — М.: «Наука», 1968. — 383 с.
- Борьба большевиков за армию в трех революциях. [Ред. коллегия: Л. Г. Бескровный и др.]. — М.: Политиздат, 1969. — 271 с.
- Формирование границы между Россией и Цинским Китаем. [Ред. коллегия: Л. Г. Бескровный и др.]. Кн. 1—5. — М.: [Б. и.], 1970. — ? с.
- Переписи населения России. Итоговые материалы подворных переписей и ревизий населения России (1646—1858). Вып. 1. [Отв. ред. Л. Г. Бескровный.] — М.: [Б. и.], 1972. — ? с.
- Вопросы истории хозяйства и населения России XVII в. Очерки по истории XVII в. [Отв. ред. Л. Г. Бескровный]. — М.: [Б. и.], 1974. — 311 с.
- Древнерусские княжества X—XIII вв. [Сборник статей. Отв. ред. Л. Г. Бескровный]. — М.: «Наука», 1975. — 303 с.
- На рубеже веков. Из истории преобразований петровского времени. Под общ. ред. Л. Г. Бескровного. — М.: «Советская Россия», 1978. — 134 с.
- Формирование границ России с Турцией и Ираном. XVIII — начало XX вв. [Сб. статей]. Ред. коллегия: Л. Г. Бескровный и др. — М.: [Б. и.], 1979. — 173 с.
- Куликовская битва. Сб. статей. [Отв. ред. Л. Г. Бескровный]. — М.: «Наука», 1980. — 319 с.
- Основные проблемы исторической географии России на современном этапе. Тезисы докладов и сообщений II Всесоюзной конференции по исторической географии России. [Отв. ред. Л. Г. Бескровный]. — М.: Изд-во Ин-та истории СССР, 1980. — 191 с.
- Александр Васильевич Суворов. К 250-летию со дня рождения. [Сб. статей]. [Отв. ред. Л. Г. Бескровный]. — М.: «Наука», 1980. — 280 с.

#### Журналы Особого совещания по обороне государства
- Журналы Особого совещания для обсуждения и объединения мероприятий по обороне государства, 1915—1918 гг. Публикация, 1915 г. Гл. ред. Л. Г. Бескровный. — М.: Изд-во Ин-та истории СССР, 1975. — 624 с.
- Журналы Особого совещания для обсуждения и объединения мероприятий по обороне государства, 1915—1918 гг. Публикация, 1916 г. Ч. 1. Гл. ред. Л. Г. Бескровный. — М.: Изд-во Ин-та истории СССР, 1977. — 211 с.
- Журналы Особого совещания для обсуждения и объединения мероприятий по обороне государства, 1915—1918 гг. Публикация, 1916 г. Ч. 2. Гл. ред. Л. Г. Бескровный. — М.: Изд-во Ин-та истории СССР, 1977. — 415 с.
- Журналы Особого совещания для обсуждения и объединения мероприятий по обороне государства, 1915—1918 гг. Публикация, 1916 г. Ч. 3. Гл. ред. Л. Г. Бескровный. — М.: Изд-во Ин-та истории СССР, 1977. — 213 с.
- Журналы Особого совещания для обсуждения и объединения мероприятий по обороне государства, 1915—1918 гг. Публикация, 1916 г. Ч. 4. Гл. ред. Л. Г. Бескровный. — М.: Изд-во Ин-та истории СССР, 1977. — 860 с.
- Журналы Особого совещания для обсуждения и объединения мероприятий по обороне государства, 1915—1918 гг. Публикация, 1917 г. Ч. 1. Гл. ред. Л. Г. Бескровный. — М.: Изд-во Ин-та истории СССР, 1978. — 214 с.
- Журналы Особого совещания для обсуждения и объединения мероприятий по обороне государства, 1915—1918 гг. Публикация, 1917 г. Ч. 2. Гл. ред. Л. Г. Бескровный. — М.: Изд-во Ин-та истории СССР, 1978. — 424 с.
- Журналы Особого совещания для обсуждения и объединения мероприятий по обороне государства, 1915—1918 гг. Публикация, 1917 г. Ч. 3. Гл. ред. Л. Г. Бескровный. — М.: Изд-во Ин-та истории СССР, 1978. — 197 с.
- Журналы Особого совещания для обсуждения и объединения мероприятий по обороне государства, 1915—1918 гг. Публикация, 1917 г. Ч. 4. Гл. ред. Л. Г. Бескровный. — М.: Изд-во Ин-та истории СССР, 1979. — 209 с.
- Журналы Особого совещания для обсуждения и объединения мероприятий по обороне государства, 1915—1918 гг. Публикация, 1917 г. Ч. 5. Гл. ред. Л. Г. Бескровный. — М.: Изд-во Ин-та истории СССР, 1979. — 191 с.
- Журналы Особого совещания для обсуждения и объединения мероприятий по обороне государства, 1915—1918 гг. Публикация, 8 ноября 1917 — 16 марта 1918 гг. Ч. 1. Гл. ред. Л. Г. Бескровный. — М.: Изд-во Ин-та истории СССР, 1980. — 149 с.
- Журналы Особого совещания для обсуждения и объединения мероприятий по обороне государства, 1915—1918 гг. Публикация, 8 ноября 1917 — 16 марта 1918 гг. Ч. 2. Гл. ред. Л. Г. Бескровный. — М.: Изд-во Ин-та истории СССР, 1981. — 380 с.
- Журналы Особого совещания для обсуждения и объединения мероприятий по обороне государства, 1915—1918 гг. Публикация. Указатели и материалы. Ч. 1. [Сост. Т. И. Райская, Л. Я. Сает]. Гл. ред. Л. Г. Бескровный. — М.: Изд-во Ин-та истории, 1982. — 164 с.
- Журналы Особого совещания для обсуждения и объединения мероприятий по обороне государства, 1915—1918 гг. Публикация. Указатели и материалы. Ч. 2. [Сост. Т. И. Райская, Л. Я. Сает]. Гл. ред. Л. Г. Бескровный. — М.: Изд-во Ин-та истории, 1982. — 120 с.